# Autre-Église
Autre-Église (en wallon Aute-Glîje) est une section de la commune belge de Ramillies située en Région wallonne dans la province du Brabant wallon.
C'était une commune à part entière avant la fusion des communes de 1977.
Hédenge est un hameau d'Autre-Eglise

## Démographie
- Sources:INS, Rem:1831 jusqu'en 1970=recensements, 1976= nombre d'habitants au 31 décembre

## Patrimoine et culture

### Patrimoine architectural et sites
- Eglise Notre-Dame de 1759-1766.
- L'ancien presbytère de 1726.
- Ferme Hamoir, un grand quadrilatère des XVIIIe et XIXe siècles.
- L'ancienne maison communale d'Autre-Eglise (actuellement poste) du XIXe siècle.
- L'ancienne gare d'Autre-Eglise de la fin du XIXe siècle.
- La Margelle, café depuis la fin du XIXe siècle.

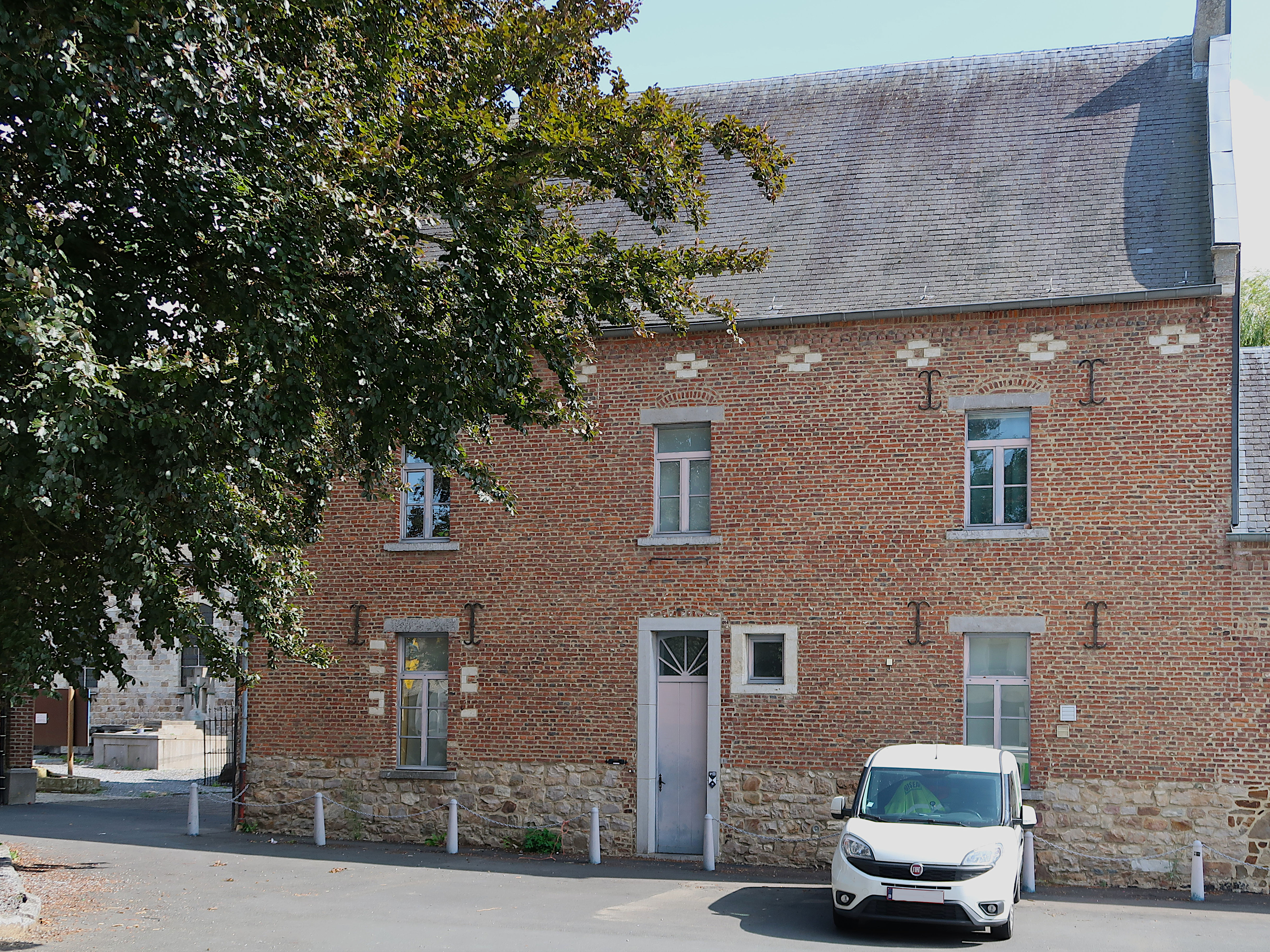
L'ancien presbytère.
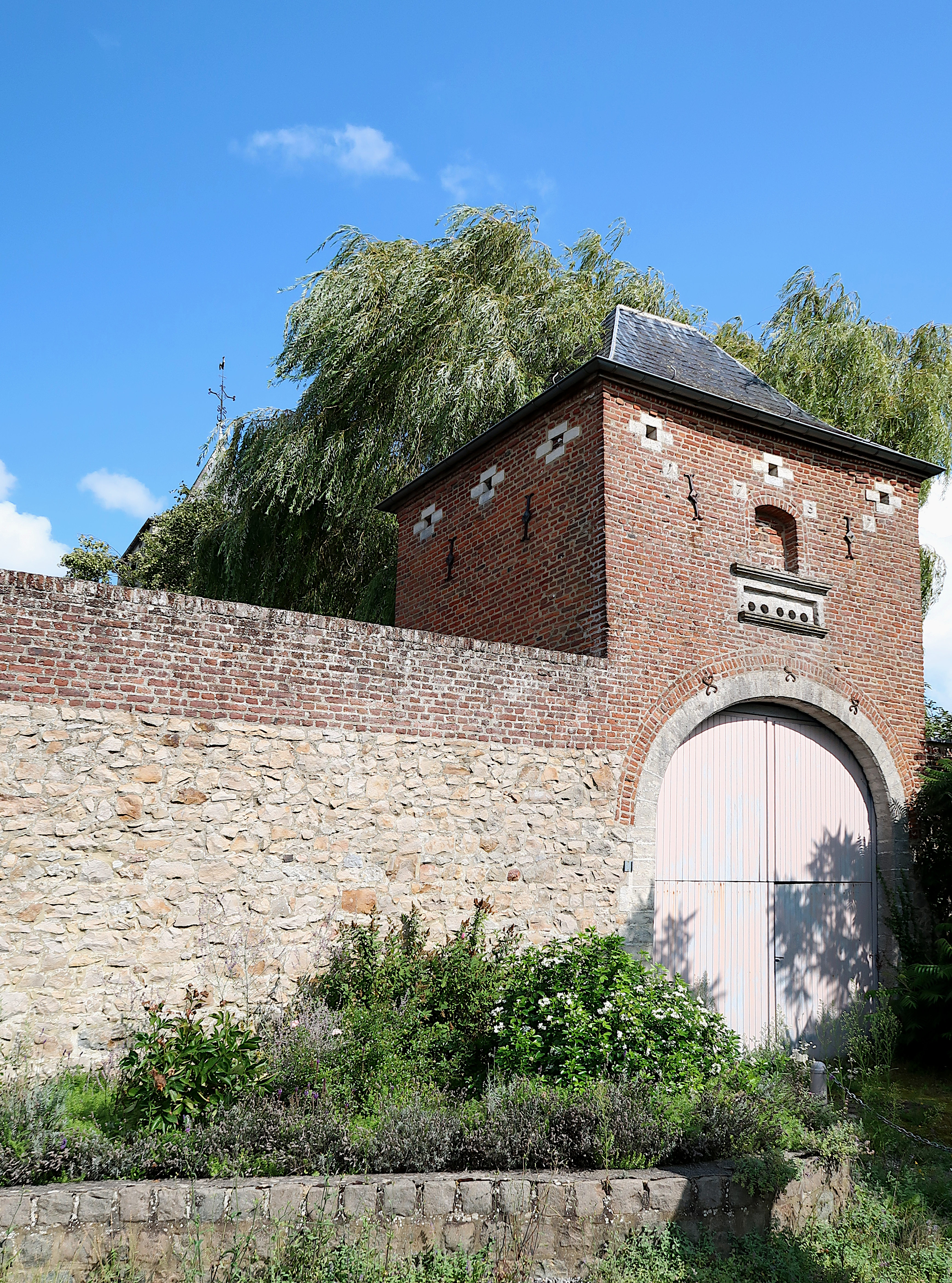
Porche colombier du presbytère de 1735.
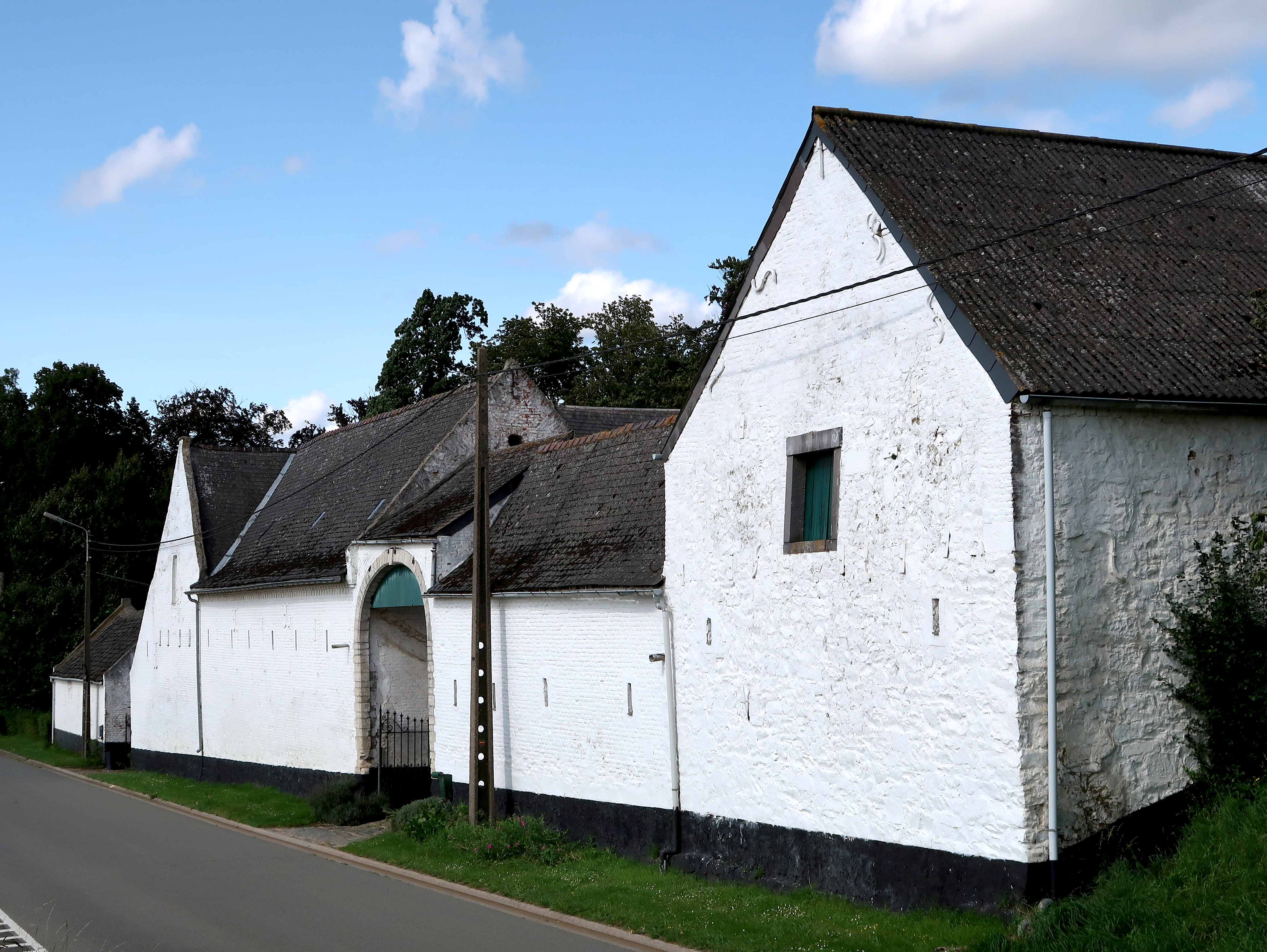
Ferme Hamoir.
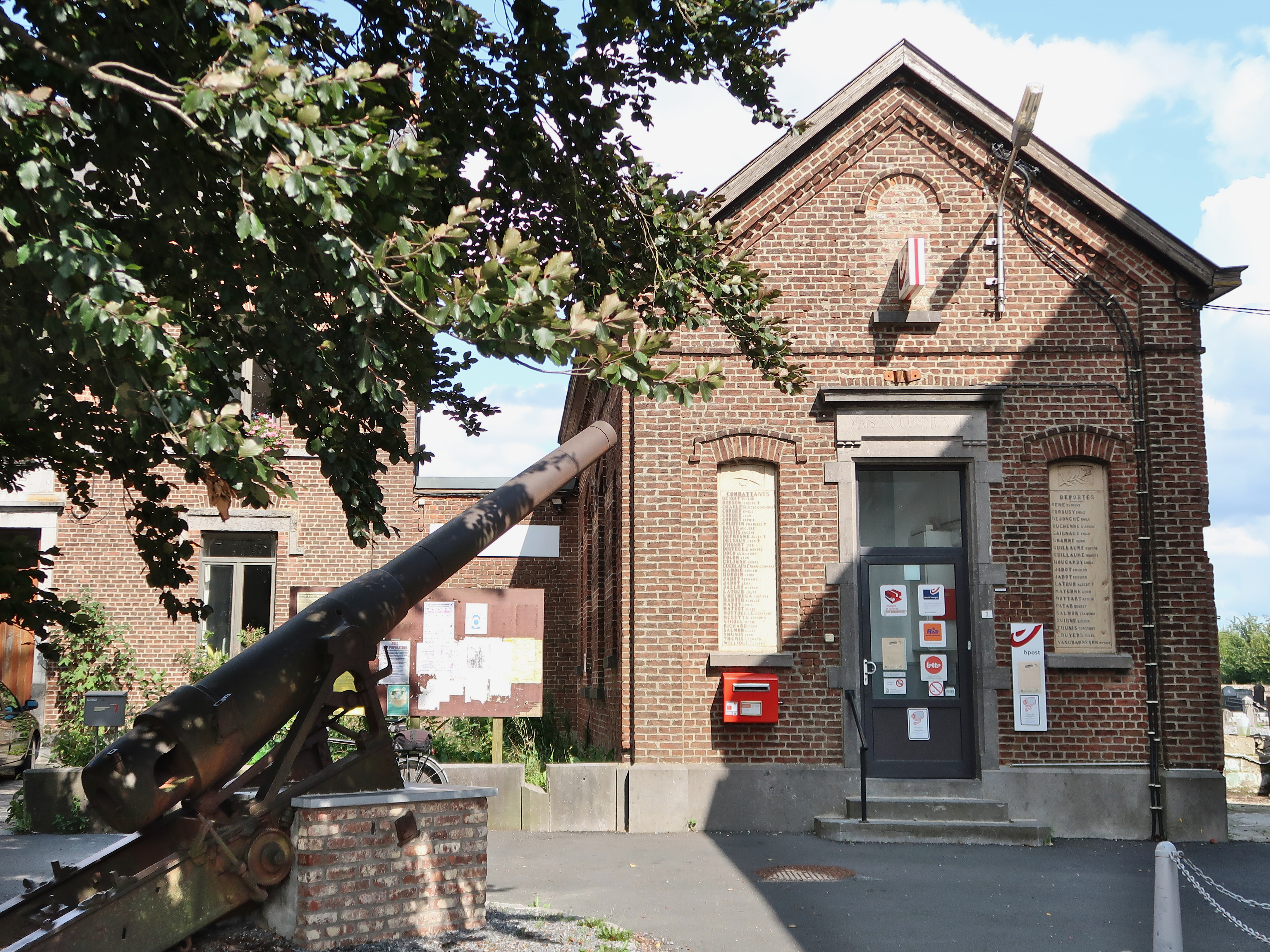
La petite ancienne maison communale et le canon de 1918.
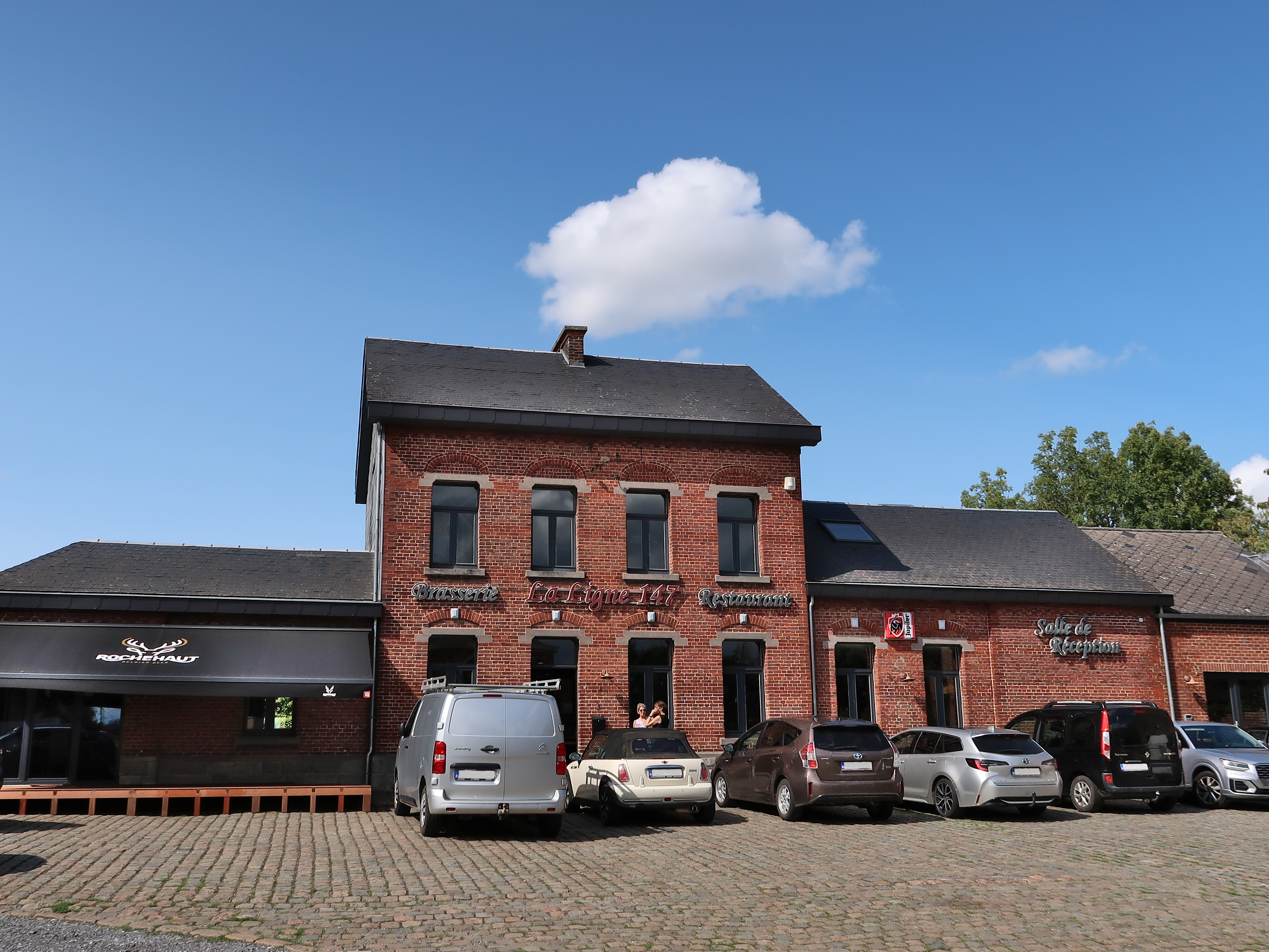
L'ancienne gare.
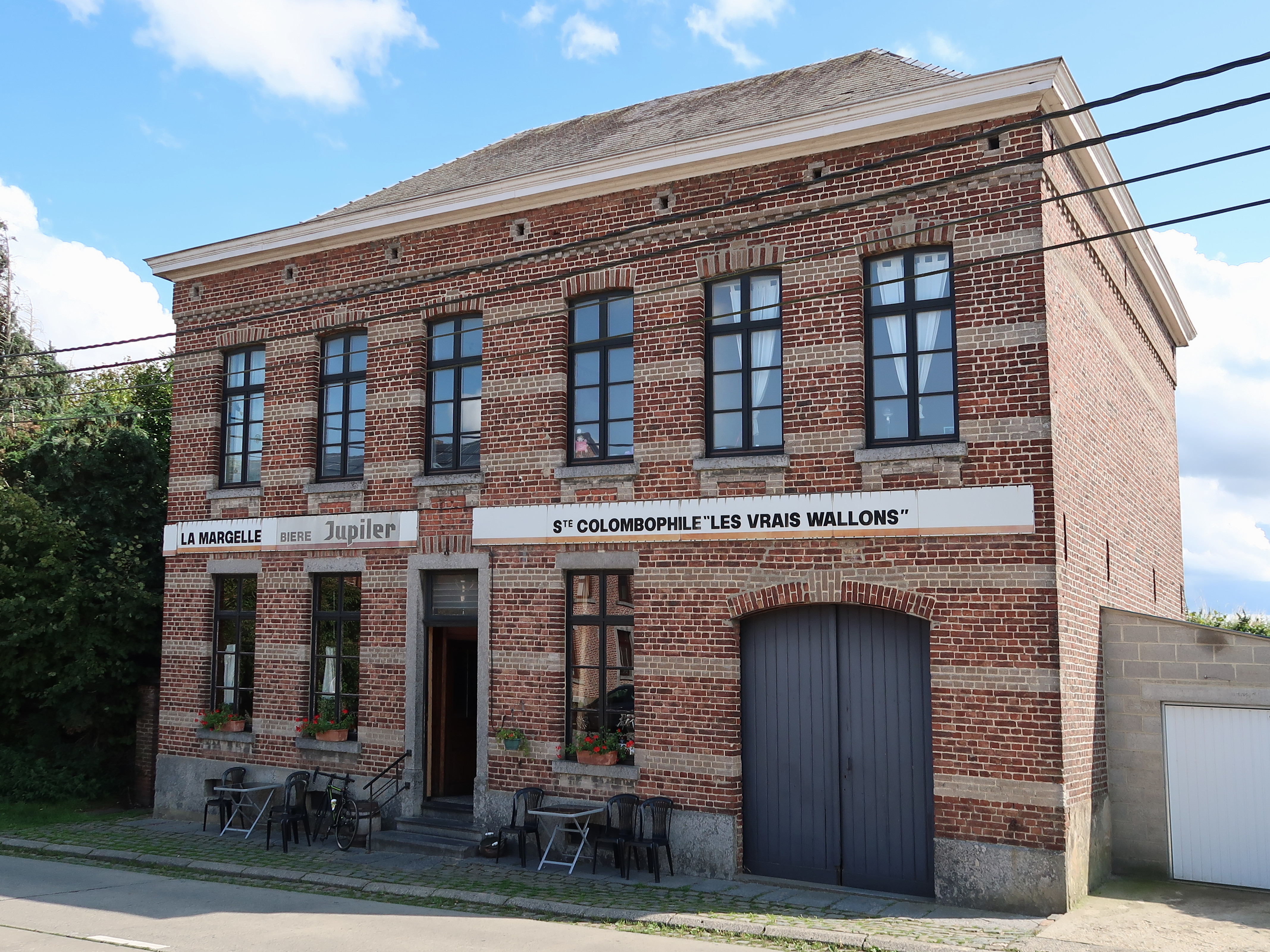
Café La Margelle.